# Loi sur l'aéronautique
La Loi sur l'aéronautique est la loi qui régit l'aviation civile au Canada.
La Loi contient une longue section interprétative qui définit de nombreux termes clés :
La partie I traite de l'aéronautique en général.
La partie II traite des enquêtes militaires concernant des accidents entre des aéronefs civils et militaires.
La partie III traite des responsabilités du personnel.
La partie IV portant sur le Tribunal de l'aviation civile a été abrogée en 2001 et remplacée par les Règles du Tribunal de l'aviation civile.
L'un des principaux effets de la Loi est d'habiliter le  Règlement de l'aviation canadien.